# Placer automático
Placer Automático es el cuarto disco de la banda de funk, pop y rock chilena Papanegro. 
Luego de tres años de silencio discográfico, regresan con nuevo guitarrista y por primera vez no realizan la producción musical, la que dejaron en manos de Luis "Tata" Bigorra (baterista y cantante de Los Tetas y FunkAttack).
En Placer Automático la banda se distancia del virtuosismo instrumental de sus tres primeros discos y presentan canciones de funk y pop con detalles electrónicos, al mismo tiempo de presentar líricas más lúcidas y directas sobre la sociedad del siglo XXI. 
La cadena MTV Latino se adjudicó el estreno exclusivo del video musical del sencillo "Placer Automático", siendo presentado con altísima rotación para catorce países de habla hispana y quedando entre los videos más pedidos del año en dicha cadena.
Aparte de ese hito, el disco no contó con promoción de ningún tipo; siendo ignorado incluso por sus fanáticos, quienes retomaron el contacto con Papanegro cuando en 2011 tuvieron un show junto a Jamiroquai.

## Lista de canciones
| Placer automático |                                         |          |  |
| N.º               | Título                                  | Duración |  |
| 1.                | «Comienzo»                              | 3:59     |  |
| 2.                | «Fuego en la disco» (con Tatune)        | 3:25     |  |
| 3.                | «No lo dudes»                           | 5:36     |  |
| 4.                | «Frágil» (con Loretto Canales)          | 3:26     |  |
| 5.                | «F.F.A.A»                               | 3:45     |  |
| 6.                | «Placer automático» (con Chico Claudio) | 3:57     |  |
| 7.                | «Internacional» (con Tatune)            | 3:24     |  |
| 8.                | «Perfecta y pura»                       | 3:54     |  |
| 9.                | «Transmisión»                           | 4:03     |  |

- Datos: Q6077190